# Consolida stapfiana
Consolida stapfiana är en ranunkelväxtart som beskrevs av Peter Hadland Davis och Sorger. Consolida stapfiana ingår i släktet åkerriddarsporrar, och familjen ranunkelväxter. Inga underarter finns listade i Catalogue of Life.